# Aluette
Pour les articles homonymes, voir vache (homonymie).
Cet article possède un paronyme, voir Alouette.
Pour la luette, voir luette.
L'aluette, le jeu de la vache ou la vache est un jeu de cartes pratiqué dans l'ouest de la France. 
C'est un jeu de cartes par levées, pratiqué par quatre personnes – deux contre deux – avec quarante-huit cartes aux enseignes espagnoles. Il se joue avec des signes codifiés, qui permettent aux coéquipiers de se communiquer des informations sur leurs cartes durant la partie.  
On dit « jouer à l'aluette » (registre plus formel) ou « jouer à la vache » (forme plus informelle), d'après le nom de l'une des cartes du jeu.

## Origines et évolution

### Étymologie
La forme la plus ancienne du mot « aluette » est « luette », dont l'origine reste incertaine. Un « jeu des luettes » est mentionné trois fois par Rabelais dans son œuvre : une première fois dans Pantagruel  (1532) puis dans Gargantua  (1534), enfin dans le Cinquième livre (qui n'est qu'attribué à Rabelais), au chapitre 22 (1564)
sans qu'il soit possible de déterminer sans ambiguïté qu'il s'agit du jeu de cartes. Et ce d’autant plus que le dictionnaire français-anglais de Randle Cotgrave (1611), très attentif au vocabulaire rabelaisien, indique, au mot « luettes » : « Little bundle of peeces of Ivorie cast loosse upon a table ; the play is to take up one without shaking the rest, or else the taker looseth. » 
L'évolution par fausse-coupe de « la luette » aurait ensuite donné « l'aluette », et les explications de type « alouette » ou « sans luette » – l'utilisation des signes rendrait le jeu muet, ce qui est faux – ne semblent pas être vraisemblables.
Le Code des Jeux indique : « Le jeu de l'aluette doit son nom au participe celtique al luet, le trompé. » 

Mais l'auteur Claude Aveline ne mentionne aucune référence à l'appui de cette hypothèse.

### Cartes
Les cartes utilisées sont les cartes aux enseignes espagnoles, telles qu'on les faisait à Thiers, en Auvergne, jusqu'au XVIIe siècle, pour le marché espagnol. Les enseignes espagnoles sont les deniers, les coupes, les bâtons et les épées. Ces cartes sont attestées en France aux XVIIe et XVIIIe siècles, époque à laquelle les cartiers français, surtout de Thiers, les exportaient vers l'Espagne via Nantes. Après 1700, des cartiers installés à Nantes les fabriquent aussi. Elles sont au nombre de quarante-huit : du 1 (As) au 9, le valet, la cavalière (ou reine) et le roi. 
Le dessin des cartes a suivi une longue évolution, pour être fixé au début du XIXe siècle. Les plus fortes cartes du jeu (les luettes, les doubles et les as) ainsi que quelques faibles cartes présentent des portraits et des symboles caractéristiques, ce qui fait que le jeu de cartes est spécifique à la règle de l'aluette et est donc vendu sous ce nom. Toutefois, rien n'interdit de jouer avec un jeu espagnol si les cartes sont suffisamment bien connues des joueurs. Et comme le fait remarquer le Code des jeux, on peut à la rigueur jouer avec un jeu aux enseignes françaises en retirant les 10 et en convenant d'une correspondance entre enseignes.

### Règles
L'origine des règles du jeu d'aluette reste inconnue. Deux hypothèses s'opposent :
- le jeu vient d'Espagne et a été introduit en France par des marins espagnols dans les ports français de l'ouest (mais curieusement le Sud-Ouest de la France n'aurait pas été touché et le jeu aurait disparu d'Espagne sans laisser de trace)
- le jeu est né dans l’Ouest de la France ; il aurait pris pour support les seules cartes existantes au XVIe siècle et il aurait résisté à la conversion généralisée aux cartes françaises qui a eu lieu au XVIIIe siècle.

Les règles du jeu d'Aluette ont évolué au cours des siècles. La caractéristique la plus fondamentale est qu'il est un jeu de levées pour les levées, sans atout et où la couleur est indifférente (proche, ainsi de la bataille). L'utilisation de mimiques est le trait le plus visible du jeu mais pas le plus essentiel. Des jeux de cartes aux règles très différentes les emploient:
- le mus, jeu basque connu depuis le XVIIIe siècle, se joue avec un jeu espagnol de quarante cartes ;
- la brisca, jeu espagnol (adapté de la brisque française), se joue avec un jeu espagnol de quarante cartes ;
- le watten, un jeu autrichien, se joue avec 36 cartes allemandes ;
- le Truc y flou, jeu de cartes d'origine aragonaise.

Toutefois, le trut ou le truc, jeu signalé dans l'ouest de la France dès le XVIe siècle, connu aussi en Catalogne et en Amérique du Sud (truco), partage avec l'aluette le même mécanisme et la même structure de règles. Il est possible que ces deux jeux aient un ancêtre commun.

### Pratique
L'aluette est traditionnellement pratiquée dans les zones rurales et côtières entre la Gironde et l'estuaire de la Loire, c'est-à-dire dans la région Pays de la Loire et l'ex-région Poitou-Charentes, et particulièrement en son centre, dans les départements de la Vendée et de la Loire-Atlantique. Par conséquent, La Roche-sur-Yon et Les Sables-d'Olonne dans la Vendée, et Nantes et Saint-Nazaire dans la Loire-Atlantique, y deviennent les villes principaux de la pratique du jeu. Elle était également pratiquée en Bretagne et à Saint-Pierre et Miquelon.
Elle est jouée en famille, en tournois, dans des associations, ou abondamment dans les cafés jusque dans les années 1960. On y jouait alors encore autour de la Brière et en presqu'île guérandaise. Elle était beaucoup jouée également dans les ports du Cotentin, où sa pratique a disparu.

## Règles du jeu

### But du jeu
- Le jeu se joue à quatre ou six joueurs, par équipes de deux. L'équipe gagnante est celle qui marque, la première, cinq points.
- Il existe aussi une variante dans laquelle on joue à trois, chaque joueur recevant 12 cartes au lieu de 9, de façon n'en laisser que 12 au talon. Dans ce cas, chaque joueur joue individuellement, sans équipier.
- Chaque manche consiste en neuf levées. Les plis sont décomptés par individu et non pas par équipe. À la fin de la manche, le joueur qui a engrangé le plus de plis apporte un point à son équipe. Si deux joueurs ont le même nombre de plis, c'est le premier joueur à avoir atteint ce nombre de plis qui gagne la manche.

### Les cartes
|  |  |
|  |  |

Les quatre couleurs (deniers, coupes, épées, bâtons) sont de même force et il n'y a pas d'atout.
Les quarante-huit cartes, de la plus forte à la moins forte, se classent en quatre catégories :
Les « luettes » :
- Monsieur (3 de denier)
- Madame (3 de coupe)
- Le borgne (2 de denier)
- La vache (2 de coupe)

Les « doubles » :
- Grand Neuf (9 de coupe)
- Petit Neuf (9 de denier)
- Deux de chêne (2 de bâton)
- Deux d'écrit ou La Rochelle[11] (2 d'épée)

16 figures : as, rois, dames (cavalières), valets.
24 cartes faibles (les « bigailles ») : du 9 au 3 (sauf le 3 de denier, le 3 de coupe, le 9 de coupe et le 9 de denier). À noter que « bigaille » signifie « menue monnaie » en poitevin-saintongeais et en gallo.
Le 5 de denier est appelé « bise-dur », sans que la carte ait une valeur particulière. Il représente un couple s'embrassant ou s'enlaçant, selon les époques.

### Les signes
À chacune de ces cartes est associée une mimique (il existe des variantes régionales) destinée à faire connaitre son jeu à son partenaire :
- Monsieur : lever les yeux au ciel ou lever les sourcils.
- Madame : lever le coin des lèvres d'un côté (ou pencher la tête)
- Le Borgne : faire un clin d'œil
- La Vache : faire la moue
- Grand Neuf : montrer le pouce
- Petit Neuf : montrer le petit doigt
- Deux de chêne : montrer l'index (ou lever l'index et le majeur)
- Deux d'écrit : tourner le pouce et index vers la table comme pour écrire, ou bien pointer l'index et le majeur vers le bas
- As : ouvrir la bouche (ou tirer la langue ou claquer légèrement des dents)

Les signes les plus utilisés sont souvent l'As (ouvrir la bouche ou donner autant de coup de langue qu'on dispose d'As), la Vache (moue), le Borgne (clin d'œil) et Monsieur (sourcils levés). Les autres sont dits avec « au-dessus », ou « au-dessous ». On peut utiliser « au-dessus de là-dessus » et « en dessous de là-dessous » pour signifier une différence de deux niveaux avec le signe annoncé, parfois combiné avec « après ». Certains ferment les yeux pour indiquer qu'ils possèdent Monsieur et Madame.
Exemples : as, roi, Deux de chêne : (coup de langue), et annoncer « en dessous et au-dessus de là-dessus ». Deux d'écrit et un as : petit doigt (Petit Neuf), et annoncer « en dessous de là-dessous et en dessous après ».
Un jeu faible ou très faible se signale par le signe « misère », qui consiste à lever plus ou moins l'épaule ou faire une grimace. Si le partenaire n'est pas mieux loti, l'équipe peut décider de donner le point sans jouer.

### Déroulement de la partie
- Les cartes sont distribuées par trois, soit neuf cartes chacun et douze au « talon ».
- Si la variante dite du « chant » est pratiquée et que les quatre joueurs sont d'accord, les douze cartes du talon sont partagées entre les deux joueurs à la gauche du donneur. Ceux-ci rendent alors six cartes de leur choix au talon.
- Les joueurs peuvent annoncer leur jeu à leur partenaire en faisant discrètement les mimiques convenues, et en essayant de voir celles des adversaires. Il y a alors souvent un meneur (celui qui a le plus de jeu ou celui qui sait le mieux jouer) et un mené dans une même équipe.
- On joue dans le sens des aiguilles d'une montre. Le joueur à la gauche du donneur commence et les joueurs réalisent alors neuf levées. Il n'y a pas d'obligation de fournir à la couleur, ni de surenchérir. Celui qui remporte le pli rejoue. On parle beaucoup durant la partie, parfois pour dire à son partenaire quelle carte jouer. Une expression fréquemment utilisée est « mettre à la force », qui consiste à tester l'adversaire avec une carte de moyenne hauteur (bigaille ou as).
- Jeu du « pourri » ou jeu d'« autant » : lorsque les deux plus grosses cartes d'un pli ont la même valeur (par exemple, deux as ou deux rois), le pli n'est pour personne (il est « pourri »). On le place sur le talon et le même joueur commence. Pour le quatrième joueur de la levée, l'intérêt de cette technique est d'une part de ne pas se démunir d'une bonne carte pour faire un pli composé de basses cartes, tout en ne laissant pas le pli à l'adversaire, et d'autre part de « voir venir », c’est-à-dire de forcer l'adversaire à rejouer et donc à découvrir son jeu. Cette technique de jeu révèle souvent la volonté d'un joueur de faire « mordienne ».

Mordienne
- Faire « mordienne », c'est gagner en remportant consécutivement au minimum les dernières levées sans avoir ramassé de plis auparavant et sans qu'un des derniers plis ait été pourri. Par exemple, si les trois autres joueurs ont fait chacun deux plis, le joueur qui remporte les trois derniers plis fait « mordienne ».
- L'intention de faire mordienne s'annonce à son partenaire et se mordant la lèvre.
- Une mordienne rapporte deux points. Si elle a été annoncée à haute voix en début de manche, elle peut être acceptée ou déclinée par l'équipe adverse : si elle est acceptée, la partie se joue en dix points et le gagnant marque deux points; si elle est déclinée, la manche n'est pas jouée et l'annonceur marque un point.

## Intérêt du jeu
- l'exotisme du jeu de carte, puisque c'est le seul jeu qui se joue en France avec des cartes aux enseignes espagnoles et que nombre de figures sont spécifiques à l'aluette ;
- l'originalité de la déclaration du jeu par mimiques ;
- la convivialité des parties, conséquence des mimiques et de la totale liberté de parole pendant les parties.

Constatant le renouveau des jeux de société depuis la fin des années 1990, on peut estimer que l'aluette pourrait trouver sa place auprès du public entre le tarot et Jungle Speed, par exemple.
Dans le film Habemus Papam (2011) de Nanni Moretti, les cardinaux jouent aux cartes avec un jeu d'aluette.

## Exemple
| Variante | Épée | Coupe | Denier | Bâton |
| -------- | ---- | ----- | ------ | ----- |
| Aluette  |      |       |        |       |

Les images suivantes proviennent d'un jeu d'aluette édité par Grimaud dans la 2e moitié du XIXe siècle :
|         | As | 2 | 3 | 4 | 5 | 6 | 7 | 8 | 9 | Valet | Cavalier | Roi |
| ------- | -- | - | - | - | - | - | - | - | - | ----- | -------- | --- |
| Bâtons  |    |   |   |   |   |   |   |   |   |       |          |     |
| Deniers |    |   |   |   |   |   |   |   |   |       |          |     |
| Épées   |    |   |   |   |   |   |   |   |   |       |          |     |
| Coupes  |    |   |   |   |   |   |   |   |   |       |          |     |

#### Étymologie et langue
- Pierre Rézeau, Dictionnaire du français régional de Poitou-Charentes et de Vendée, Éditions Bonneton, Paris, 1990
- Michel Gautier et Dominique Gauvrit, Une autre vendée chapitre XXVIII, Éditions du Cercle d'Or, Les Sables d'Olonne, 1981 (restitution de nombreuses expressions patoises utilisées dans le jeu)

#### Règles
- Revue du Bas-Poitou, tome XVIII, Fontenay le Comte, 1907 ;
- Claude Aveline, Le Code des jeux, Hachette, Paris, 1961 ;
- J.M. Simon, Règle du jeu de cartes d'aluette, Grimaud, Paris, 1969 ;
- Alan Borvo, « Découvrez : l'aluette », Jeux et Stratégie, no 4,‎ août-septembre 1980, p. 22-25.

#### Origines et évolution
- Alain Borvo, Anatomie d'un jeu de cartes - l'aluette ou le jeu de la vache, Librairie nantaise Yves Vachon, Nantes, 1977
- Alain Borvo, Découvrez l'aluette dans Jeux et Stratégie, no 4 août 1980
- Jean-Marie Lhôte, Dictionnaire des jeux de société, Flammarion, Paris, 1996
- Jean-Pierre Simon, Les Jeux de la Loire, Corsaire, Orléans, 2017